# گودرز (دبیر)
گودرز (پارسی میانه: Gōdarz) یکی از دبیران شاهنشاهی ساسانی در سده پنجم میلادی در زمان حکومت یزدگرد یکم بود. او دبیر ارتش بود و با مرگ شاهنشاه در سال ۴۲۰، در توطئه اشراف شرکت کرد و با جلوگیری از جانشینی پسران شاهنشاه، خسرو زورستان را به تخت نشانید. چیز دیگری در مورد او شناخته شده نیست.